# Pityogenes calcaratus
Pityogenes calcaratus ist ein Rüsselkäfer aus der Unterfamilie der Borkenkäfer (Scolytinae). Da er seine Brutsysteme in der Rinde der Wirtsbäume anlegt, wird er den Rindenbrütern zugerechnet.

## Merkmale

### Allgemein
Die Käfer werden 1,8 bis 2,5 Millimeter lang und haben einen hellbraunen zylinderförmigen Körper. Der Halsschild ist vorn mit einem feinen Höckerkranz versehen, gleichmäßig gewölbt, mit punktierter Basis und verdeckt von oben gesehen den Kopf. Die Halsschildbasis ist ungerandet. Sie hat hinten eine glatte, flache Längsschwiele. Der Spitzenrand der Flügeldecken  ist, von unten gesehen, einfach, unmittelbar das Abdomen umfassend. Die Suturalzähnchen sind deutlich sichtbar. Die Flügeldecken sind bis zu den Suturalzähnchen breiter als lang. Das Abdomen bleibt ab dem zweiten Sternit zum Ende hin gerade. Das dritte Tarsenglied ist zylindrisch geformt.

### Sexualdimorphismus
- Männliches Tier: Der zweite Zahn am Absturz ist ein großer Hakenzahn. Zwischen Hakenzahn und großem Kegelzahn befinden sich zwei kleine Zähnchen.
- Weibliches Tier: Die Stirn ist mit einem dreieckigen Fleck aus kurzen Haaren bedeckt, daneben mit schwachen Furchen versehen. Am Absturz sind nur kleine Höckerchen zu finden.

## Verbreitung
Die Art ist in Mittelmeer-Ländern verbreitet.

## Lebensweise
Pityogenes calcaratus kommt an Aleppo-Kiefer (Pinus halapensis) und gelegentlich an See-Kiefer (Pinus pinaster), Schwarz-Kiefer (Pinus nigra) und Schlangenhaut-Kiefer (Pinus leucodermis) vor. Er besiedelt die Rinde der Bäume. Das Fraßbild weist eine Rammelkammer auf, von der sternförmig fünf bis sieben unregelmäßige Muttergänge abgehen. Die Tiere sind polygam.

## Systematik

### Synonyme
Aus der Literatur sind für Pityogenes calcaratus folgende Synonyme bekannt:
- Pityogenes herballae Strohmeyer 1929
- Tomicus lipperti Henschel, 1885
- Pityogenes opacifrons Reitter, 1913
- Bostrichus calcaratus Eichhoff 1879